# Solfara Pergola
La solfara Pergola o miniera Pergola  è stata una miniera di zolfo sita in provincia di Caltanissetta nei pressi del comune di San Cataldo.
La solfara è stata aperta dopo il 1880, oggi è abbandonata.